# Öster-Äcklingen
Öster-Äcklingen är en sjö i Ragunda kommun i Jämtland och ingår i Indalsälvens huvudavrinningsområde. Sjön har en area på 0,488 kvadratkilometer och ligger 257,1 meter över havet. Sjön avvattnas av vattendraget Mörtån (Blekån).

## Delavrinningsområde
Öster-Äcklingen ingår i det delavrinningsområde (701479-148653) som SMHI kallar för Utloppet av Öster-Äcklingen. Medelhöjden är 292 meter över havet och ytan är 4,62 kvadratkilometer. Räknas de 22 avrinningsområdena uppströms in blir den ackumulerade arean 207,7 kvadratkilometer. Mörtån (Blekån) som avvattnar avrinningsområdet har biflödesordning 2, vilket innebär att vattnet flödar genom totalt 2 vattendrag innan det når havet efter 162 kilometer. Avrinningsområdet består mestadels av skog (66 procent). Avrinningsområdet har 0,48 kvadratkilometer vattenytor vilket ger det en sjöprocent på 10,5 procent.